# 悪党
悪党（あくとう）とは、
1. 一般に悪人を意味する語。この場合の悪とは、概ね人道に外れた行いや、それに関連する有害なものを指す概念である。悪人、悪漢、ならず者、ごろつき。
2. 中世の日本において、支配層や体制に反抗し、騒乱を起こした者や集団の称。本項ではこちらについて解説する。

## 概要
古代荘園制が、武士の浸食によって崩壊してゆく過程で、浸食してゆく武士を指した呼称として用いられた。
荘園制において、荘園領主（本家および領家）から現地での管理を下請けしていた荘官の職に就いていた者が、後に武士と呼ばれるようになったが、彼らが、鎌倉時代の中期から後期にかけて、時には現地の農民と連携しながら荘園領主に反抗し、幕府（六波羅探題）の介入を排除して、自らの土地の支配権を既成事実化していった。
やがて、鎌倉幕府が崩壊し、続く南北朝時代の動乱が長期化、大規模化すると、武功による恩賞を目当てに全国を転戦する武士が現れる。彼らは、本家の宗教的権威をバックに荘園を管理する荘官時代の姿から一変し、自らの武力を頼みに戦を行い、時には略奪を働き、更に派手ないで立ち（ばさら）を好んだ。この行動原理が、旧来の価値観と対比して、古代律令制以来の秩序の崩壊、社会の無秩序化を象徴するような存在とみなされて、「悪」と称されるようになった。

## 語義
この意味における「悪」とは、「命令や規則に従わないもの」に対する価値評価を指す。なお、この場合、悪人やならず者というニュアンスは伴わず、社会の上流階級であっても悪党に含まれ得る。例えば、平野将監入道は公卿西園寺公宗の家人であり、近衛将監（従六位上相当）の官位を持ち、貴族（従五位下以上）まであと一歩の朝廷の官人であった。

## 前史
史料における悪党の語の初出は 『続日本紀』 霊亀2年5月21日条（716年）の勅に見える「鋳銭悪党」であるが、これは本記事の対象である事象とは異なるものと思われる。2例目は12世紀後半の「占部安光文書紛失状案」（永万元年（1165年）3月21日付）までなく、以降、頻出されるようになる。
12世紀は、中世の社会経済体制である荘園公領制がようやく確立した時期であるが、同後半に見られた悪党の用例は、いずれも荘園や公領における支配体制または支配イデオロギーを外部から侵した者を指して用いられていた。荘園の領有者であった本所は、大寺院であることが多く、その支配体制は、本所の持つ宗教的権威をもとに正当化されていた。
本所と荘民との間で利害の対立が生じた時も、荘民から本所当局への上申や、交渉が決裂した時の逃散の権利も保証されており、またその上申時の一味神水の儀式など、本所の宗教的権威によって、円滑的な荘園経営がなされる仕組みになっていた。荘民もその宗教的権威との一体感を自明のものとしており、その権威の名のもとで、本所当局と渡り合いながら、荘園経営の一端を担っていた。悪党による荘園公領制への反逆は、荘園の神聖性を外部から侵す仏法の破壊行為である、と規定されることもあり、むしろ荘民の訴えによって排除されることもあった。悪党紛争の実態は、本所一円地同士、または本所一円地と地頭層との所領紛争であり、一方の本所から見た悪党とは、その紛争相手たる本所一円地の領主であった。

## 悪党の発生と蔓延
この荘園制の安定は、13世紀半ばから、壊れてゆくことになる。その動機として、以下の点が指摘されている。
まず、鎌倉時代中期から、御家人の中で、経済に没落してゆくものが現れ始めた。鎌倉幕府の草創期（治承・寿永の乱における平家討伐）以降、戦乱が慢性的に続くことによって御家人の間での所領の再分配が続き、御家人の自己増殖の欲求に応えてきたが、宝治元年（1247年）の宝治合戦により、得宗専制が完成して政治的安定が実現すると、所領再配分の機会となる戦乱の発生自体が見られなくなった。以降、御家人の所領の相続は、惣領・庶子への分割相続から惣領のみへの単独相続へと移行、これと同時に、諸方に点在する所領の集約化と、在地での所領経営が進んだ。この過程で、庶子を中心とする御家人階層の没落が発生するとともに、本所と在地領主との所領紛争が先鋭化していったのである。
また、荘園支配の内部では、在地領主による侵略を防ぐために、本所は荘園支配の強化に乗り出していたが、在地で荘園支配の実務にあたる荘官（彼らも在地領主層の一員である）は自らの経営権を確立しようとしていた。ここでも、本所・荘官間の対立が起ころうとしていた。
加えて、貨幣経済・流通経済の社会への浸透は急速に進んでいた。これにより、田圃一枚一枚に対する私的所有の概念が広まり、それぞれの土地からの納入の用途が、「寺への供物」などという精神的、抽象的なものではなく、より具体的に「地主（預所）の収入」という世俗的な用途に用いられることが可視化された。これにより、荘民の本所に対する精神的な一体感を持続できない事態に至り、本所の宗教的権威は失われていった。
以上に見られる御家人層内部、もしくは荘園支配内部における諸々の矛盾は、中世社会の流動化へとつながっていき、13世紀後半からの悪党の活発化をもたらした。さらに同時期の元寇もこれらの矛盾をさらに増大させ、悪党活動の更なる活発化を促したのである。

## 展開
外部から荘園支配に侵入する悪党のほか、蝦夷や海賊的活動を行う海民なども悪党と呼ばれたが、これは支配体系外部の人々を悪党とみなす観念に基づいている。諸国を旅する芸能民や遊行僧などが悪党的性格を持つとされていたのも同様の理由からだと考えられている。蝦夷、海民、芸能民、遊行僧らはいずれも荘園公領制的な支配体系の外部に生きる漂泊的な人々であり、支配外部にいることを示す奇抜な服装、すなわち異形の者が多かった。網野善彦は、これらの「悪党」が13世紀半ばから急速な成長を見せた流通経済・資本経済の担い手であり、中世社会の新たな段階を切り開いた主体の一つと説いた。
支配体系外部からの侵略者のみを悪党と呼ぶ状況に変化が生じたのは弘安年間（1278年 - 1288年）のことである。この時期には荘園支配内部の対立関係がついに顕在化し、本所に対する荘官（在地領主）層の抵抗活動が抑えられなくなり、本所と対立した荘官・在地領主層は本所から悪党と呼ばれ始め、本所との所領紛争を展開していった。もっとも、それ以前から地頭は本所と対立し、荘園侵略を進めていき、地頭請所や下地中分などの契約を行っていた。つまり鎌倉幕府という背景を持たずして荘園侵略を進めていった在地領主層が、悪党と呼ばれたのである。
御家人階層に目を向けても、単独相続などにより所領を失った無足御家人が旧領に残留し、新地頭の支配を妨害して悪党と呼ばれる事例が発生していた。非御家人のみならず、御家人も「悪党」として扱われるようになり、観念の非常に大きな変化の現れであった。
この段階において、本所と対立した荘官層には、上に挙げた漂泊的な悪党も含まれていたと考えられている。彼らの中には、各地を往来しながら交易にたずさわり、流通経済の担い手として資本を蓄積し有徳人と呼ばれる者もいた。そうした有徳人が経済力を背景として荘官に補任され、所領経営に乗り出す例もあったのである。また、在地の荘官と対立した本所は、荘官に頼らず、独自に年貢物資を運搬する流通経路を確保する必要に迫られていたが、ここで年貢物資流通を担ったのが漂泊的な悪党なのであった。
13世紀後半以降、悪党は畿内・東北・九州などで活発に活動し、御成敗式目で禁止されている悪党と地頭の結合など見られるようになった。悪党の活動は支配体系の流動化を招き、幕府はこれに対応するため、13世紀末から悪党鎮圧へ積極的に取り組み始めた。
元々、本所一円地における警察権・司法権は本所の所管であり、朝廷が裁定することとなっていた。しかし、悪党の著しい横行により本所は幕府へ鎮圧を強く要望していった。幕府の側としても、非御家人層が独自に「荘園侵略」を行う事や、幕府の御家人でありながら幕府支配を妨害する存在は、看過できるものではなかった。そこで、1290年代前半になって確立されたのが次の鎮圧手続きである。まず本所が朝廷へ訴えを起こし、朝廷の召喚に被告人（=悪党）が応じない場合は、違勅があったとして朝廷から幕府へ検断を命じる。このとき幕府が受ける命令を違勅綸旨または違勅院宣という。綸旨・院宣を受けた幕府は御家人2人を使節に任じた（両使）。両使には、任務遂行のため、守護不入とされている本所一円地への入部が許されており、さらに本所側へ下地遵行を指示する権限が与えられていることもあった。悪党追捕のために始まったこの手続きは、朝廷に持ち込まれた寺社権門間の雑訴沙汰（所領訴訟）においても採用され、更には室町時代の使節遵行権の根源となった。
だが、違勅綸旨または違勅院宣が出されると、朝廷と協力して治安維持にあたるという当時の方針の建前上、被告人が御家人でなおかつ正当な主張があったとしても「悪党」と認定されてしまうと幕府が御家人を保護することが困難になり、幕府には検断を先延ばしにしてその間に御家人を説得して朝廷の処分に従わせて綸旨・院宣の内容を実現する以外の方策しかなく、十分な保護を受けられなかった御家人の幕府への信頼を揺るがしかねない側面も有していた。
この時期の著名な悪党が、12世紀から14世紀にかけて東大寺領黒田荘（伊賀国）で活躍した「黒田悪党」大江氏である。12世紀から代々と同荘下司職を勤める大江氏は、13世紀後半に黒田荘への支配権を強化しようと画策し、東大寺と対立してついに悪党と呼ばれるようになり、最終的には東大寺の要請を受けた六波羅探題に鎮圧された。しかし、代わって同荘荘官職についた大江氏一族もまた、年貢納入を行わないなど東大寺との対立を深め、供御人と称して朝廷と直接結ぼうとし、これを鎮圧するはずの伊賀国守護、同御家人らと結んで、黒田荘を実質的に支配するに至った。結局大江氏は六波羅探題に再び鎮圧されたが、ともかくも、この事例は経済的な成長を果たそうとしている在地領主が荘園領主の抑圧を受けたときに悪党となることを示した典型例である。このほか、鎌倉幕府倒幕時に後醍醐天皇方についた楠木正成（河内国）、赤松則村（播磨国）、名和長年（伯耆国）、瀬戸内海の海賊衆らは、悪党と呼ばれた人々だったと考えられている。
また、古典的な説としては、室町幕府の執事高師直は革新的な政策を打ち出すことで、（本人は悪党ではないが）悪党からの支持を得て大勢力となったとされる。

## 南北朝の動乱
鎌倉幕府が滅亡し、ほどなくして南北朝時代に突入すると、南北両軍の有力武将に率いられる形で、御家人層であった武士の、過去に類を見ないほど大規模な転戦が見られるようになる。これは、旧来の御家人層の基盤であった荘園制が、悪党化した御家人の跋扈によって崩壊し、却って彼らの地位が不安定化したことにあった。そのため、彼ら御家人は、従軍して武功を挙げることにより、新たな所領を恩賞として獲得することを目指して、これらの軍に加わっていた。
しかし、御家人の無秩序で大規模な従軍により、軍隊の首脳陣による人員の管理が行き届かない状態に陥った。戦地へと向かって行軍するだけで絶え間ない兵糧の不足に苦しめられるようになり、内乱の初期にあっては、兵糧米の供出をもって軍忠を評されていたが、やがて内乱が長期化するとそのような恩賞は出されなくなったことから、行軍中の略奪が常態化するようになったものと思われる。それでも賄えない規模の人員が殺到した軍隊は、その規模のゆえに、道中で崩壊、脱落した侍たちは盗賊と化し、これが社会のさらなる無秩序化を招くこととなった。
また、彼ら御家人階層の者たちや、なりあがって守護へとなってゆく者たちの中には、旧体制を突き破って力を誇示する中で、その力の表現として、放埓・無軌道、豪奢をきそう遊びの趣向として現れるようになる。この文化的側面を指して、「ばさら」と呼称されるようになった。

## 終焉
明徳の和約（1392年）によって南北朝の動乱が終わりを迎えると、室町幕府から任命された守護は、知行国内の在地領主層である国人を被官化し、守護大名として支配を強めた。悪党と呼ばれていた武士たちも守護の被官となって安堵を得ることで自らが主張する当知行を確保していく道を選び、その支配体系の下に組み込まれていく事になる。そして荘園侵略も守護大名の主導で行われるようになり、それまでも悪党によって支配体制を弱体化させていた本所は、これに対抗する力を失っていた。こうした趨勢の中、「本所の支配を侵す悪党」という実態は、次第に見られなくなった。

## 研究史
悪党概念は、1930年代に中村直勝によって提起され（『荘園の研究』 1939年）、戦後になると石母田正（『中世的社会の形成』 1946年）らによってその姿が明らかにされていった。
戦後の歴史学において、悪党は封建領主制のなかで位置づけられていたが、網野善彦、佐藤進一らが社会的基盤を農業以外に置く手工業民や芸能民などに着目した中世史像を提示すると、悪党の存在もそれらと関連付けて論じられるようになり、20世紀末からは海津一朗らによって元寇や徳政令等の社会変動における悪党の位置づけが試みられている。
一方で、上記の論説などを「まず階級闘争ありきで、その担い手として悪党という人々が居たとみなすもの」とし、実際には訴訟などの係争の相手へのレッテルとして「悪党」という語が用いられていたに過ぎなかったのではないかという問題提起もある。

## 人物一覧
悪党と目された人物の一覧である。
- 赤松則村 （1277年 - 1350年）[9]
- 伊勢義盛 （12世紀 - 1186年）[10]
- 源為時 （13世紀）[11]
- 垂水繁昌 （13世紀）[12]
- 沢村宗綱 （13世紀）[13]
- 浅原為頼 （13世紀 - 1290年）[14] : 浅原事件
- 金毘羅義方 （13世紀 - 14世紀）[15]
- 弁房承誉 （13世紀 - 14世紀）[16]
- 兵衛次郎入道生西 （13世紀 - 14世紀）[17]
- 大江清定 （13世紀 - 14世紀）[18]
- 楠木正成 （13世紀 - 1336年）[19]
- 安東蓮聖 （1239年 - 1329年）
- 寺田法念 （14世紀）[20]
- 名和長年 （14世紀 - 1336年）
- 金王盛俊 （14世紀）[21]
- 上村基宗 （14世紀）[22]
- 若狭季兼 （14世紀）[23]
- 服部持法 （14世紀）[24]
- 平野将監入道 （14世紀）
- 真木定観 （14世紀）

## その他の関連項目
- ピカレスク小説 - 「悪党小説」とも
- 悪党 (映画) - 1965年公開の映画、配給は東宝。監督は新藤兼人
- バンデット -偽伝太平記- - 悪党を名乗る者達が主役の『太平記』漫画